# Bulbophyllum modicum
Bulbophyllum modicum е вид растение от семейство Орхидеи (Orchidaceae). Видът е застрашен от изчезване. Според някои източници е вече изчезнал.

## Разпространение
Bulbophyllum modicum е ендемичен за Камерун и неговото естествено местообитание (субтропичните и тропически сухи гори на височина между 900 и 1200 метра) е застрашено.